# Valepp

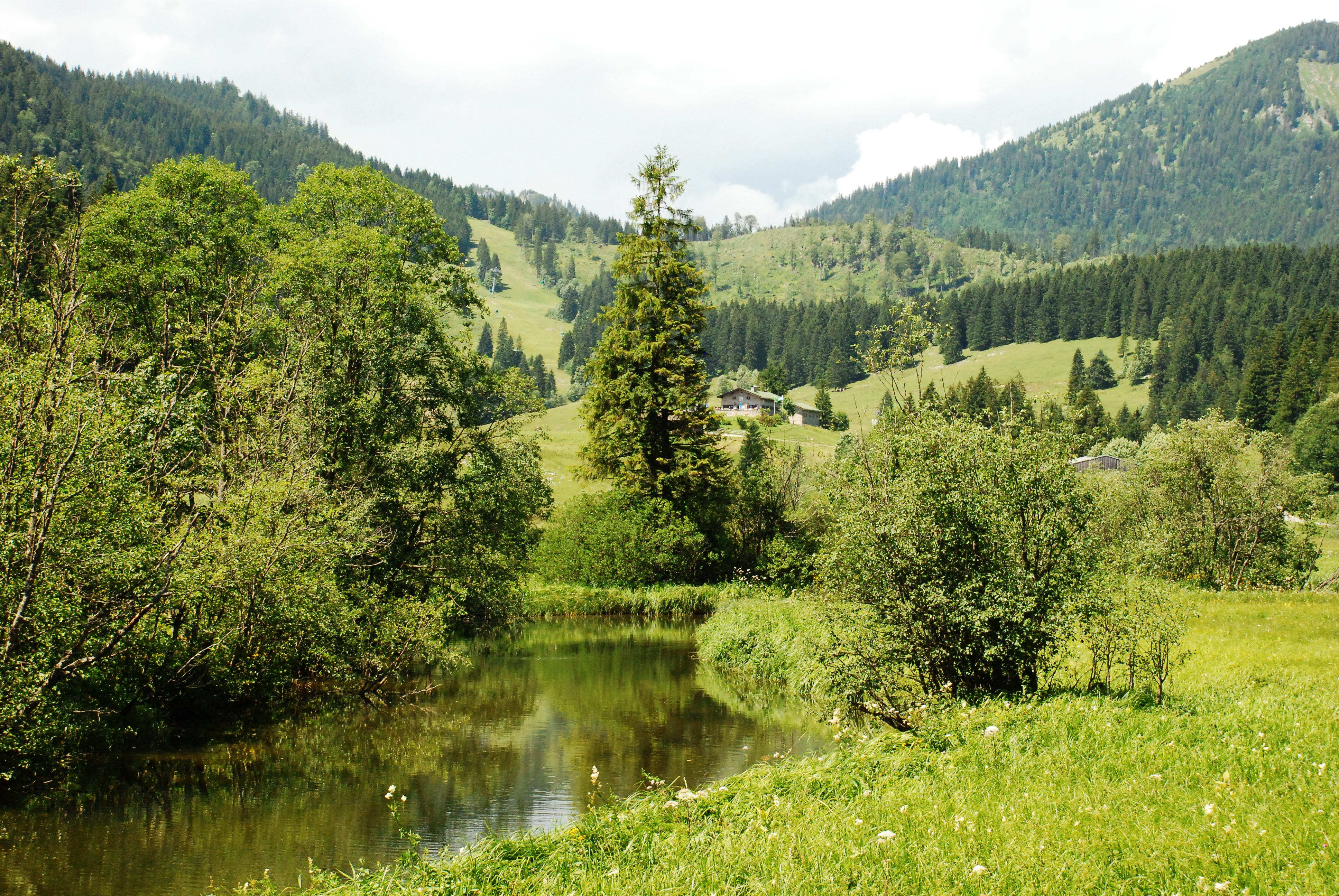
Rote Valepp unterhalb des Spitzingsees

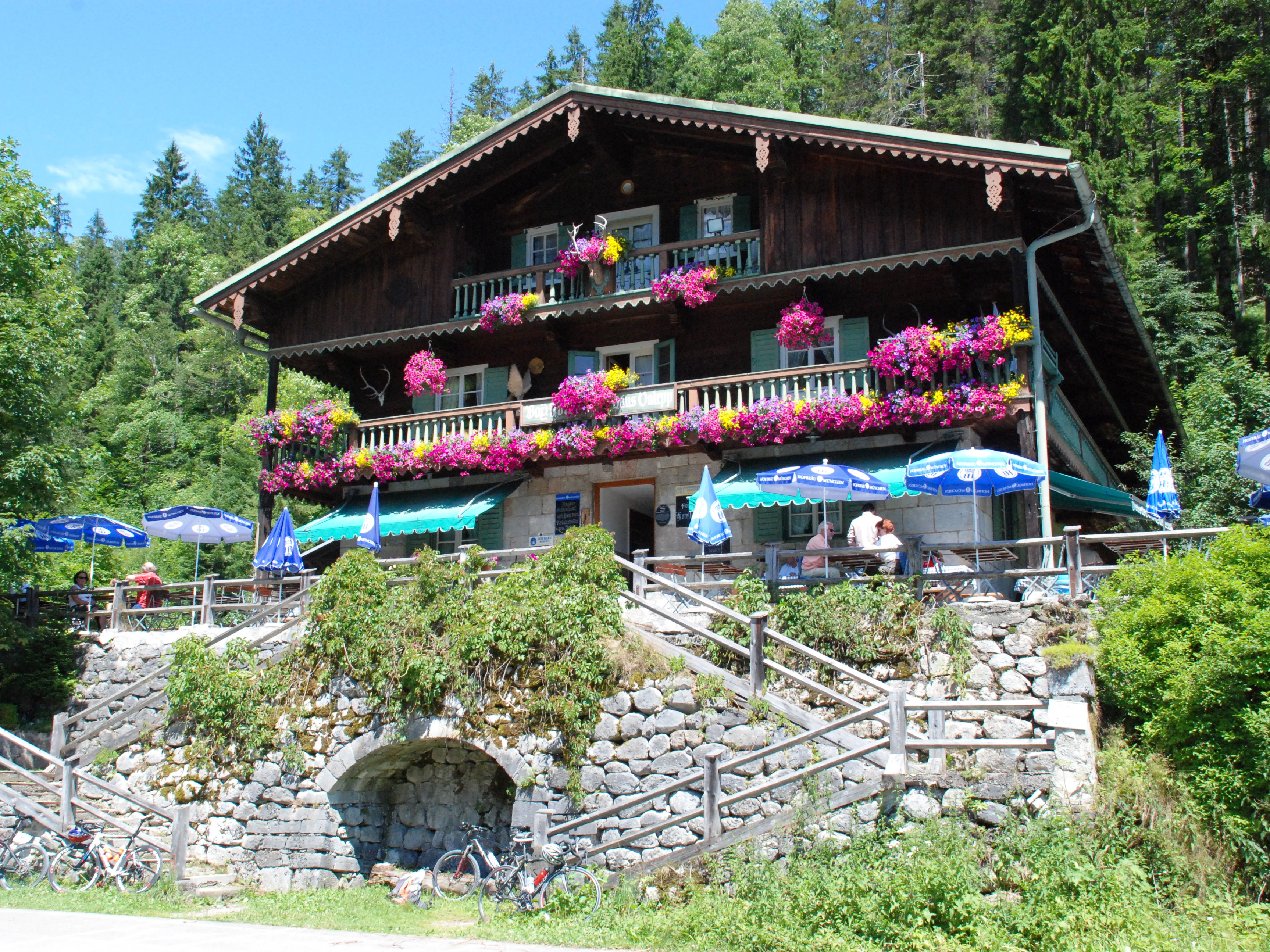
Forsthaus Valepp, 2011

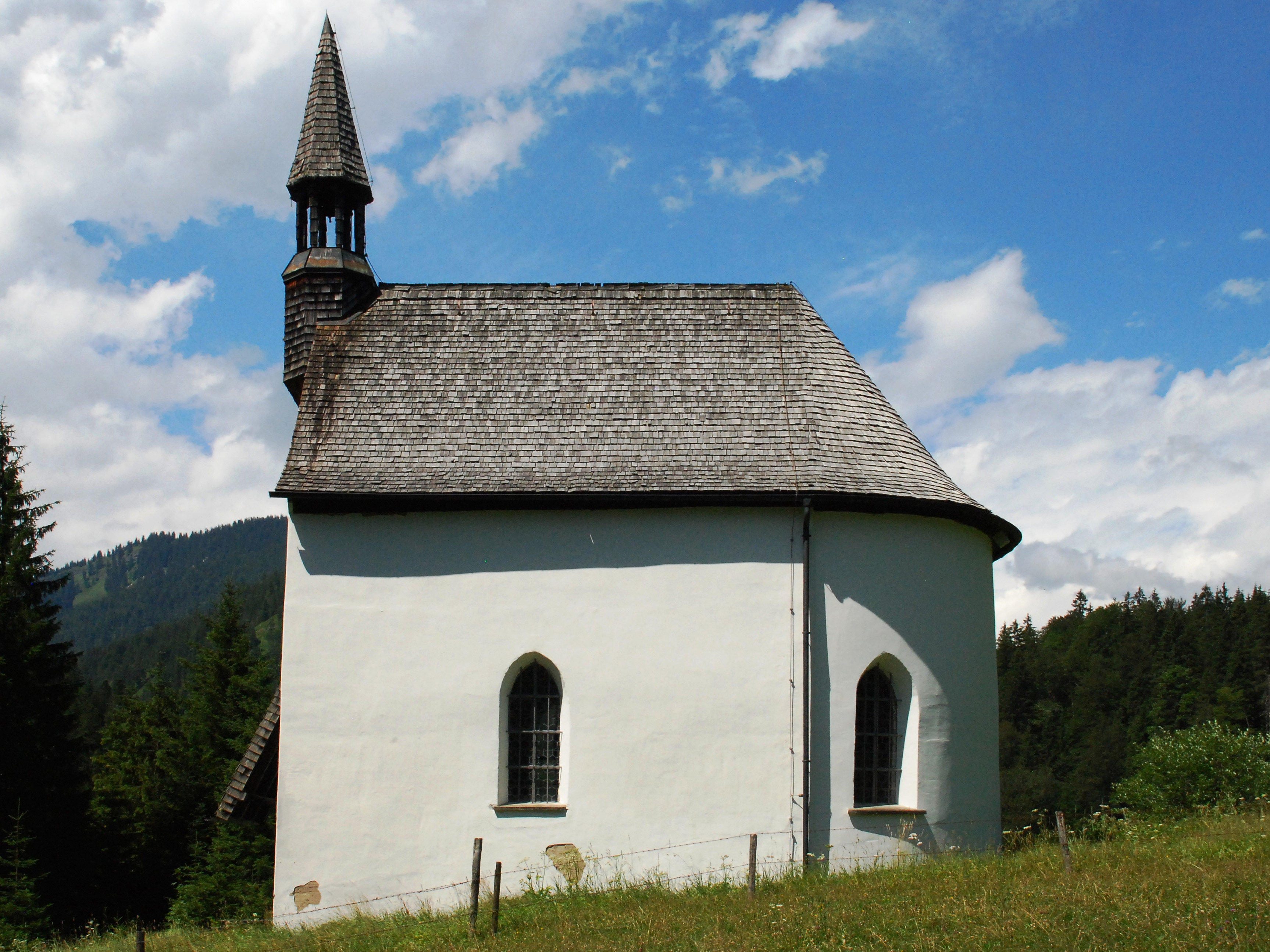
Kapelle Maria Hilf in Valepp

Valepp bezeichnet sowohl ein Gebirgstal, einen Bach wie auch eine Ansiedlung südlich des Spitzingsees in den Schlierseer Bergen, Mangfallgebirge, Bayerische Voralpen. Das Tal gehört zum Markt Schliersee im Landkreis Miesbach sowie zum Teil zur Gemeinde Rottach-Egern und wird von Stolzenberg und Rotwand im Norden sowie Schinder und Hinterem Sonnwendjoch im Süden dominiert.

## Ansiedlung
Der Name wurde erstmals 1539 als Alpe Valldep im Besitz des Klosters Scheyern erwähnt und bezog sich auf das Weidegebiet an der heutigen Grenze zwischen Bayern und Österreich. Nahe der Alpe befand sich bereits seit 1504 eine Tiroler Klause, die im 19. Jahrhundert durch die weiter südlich auf Tiroler Gebiet liegende Erzherzog-Johann-Klause ersetzt wurde. In der Zeit des Nationalsozialismus arbeiteten auf der Alm und in einer nahegelegenen Jagdhütte von Heinrich Himmler Gefangene des Konzentrationslagers Dachau im Rahmen der Außenkommandos Valepp Bauer Marx und Valepp Jagdhaus Himmler.
Heute befinden sich im Bereich dieser Alm das Forsthaus Valepp (885 m) und die Ochsenalm, die 1983 Schauplatz einer wegen ihrer unbeabsichtigt langen Dauer bekanntgewordenen, neunstündigen Bergwanderung von Franz Josef Strauß und Helmut Kohl war. Das Forsthaus Valepp wurde ursprünglich vom Salinenamt Bad Reichenhall erbaut und dient als Ausflugsgaststätte. Sie war seit Herbst 2016 für eine umfangreiche Sanierung geschlossen. Der Eigentümer, die Bayerischen Staatsforsten, tat sich schwer einen neuen Betreiber zu finden. 2022 trat Manuel Neuer an, um mit Johannes Rabl, einem Gastronom, als Partner das historische Haus zu renovieren und anschließend jeweils im Sommerhalbjahr zu bewirtschaften. Die Sanierung begann 2022, die Eröffnung war an Christi Himmelfahrt 2024.
Die Siedlung Valepp ist von Rottach-Egern (Ortsteil Enterrottach) über eine Mautstraße über den Wechsel, vom Spitzingsee aus über eine asphaltierte nichtöffentliche Fahrstraße zu erreichen. Auf beiden Straßen verkehrte bis 2023 die RVO-Buslinie 9560 von Mitte Mai bis Mitte Oktober. Die Straße endet am Forsthaus Valepp.

## Gewässer und Gebirgstal

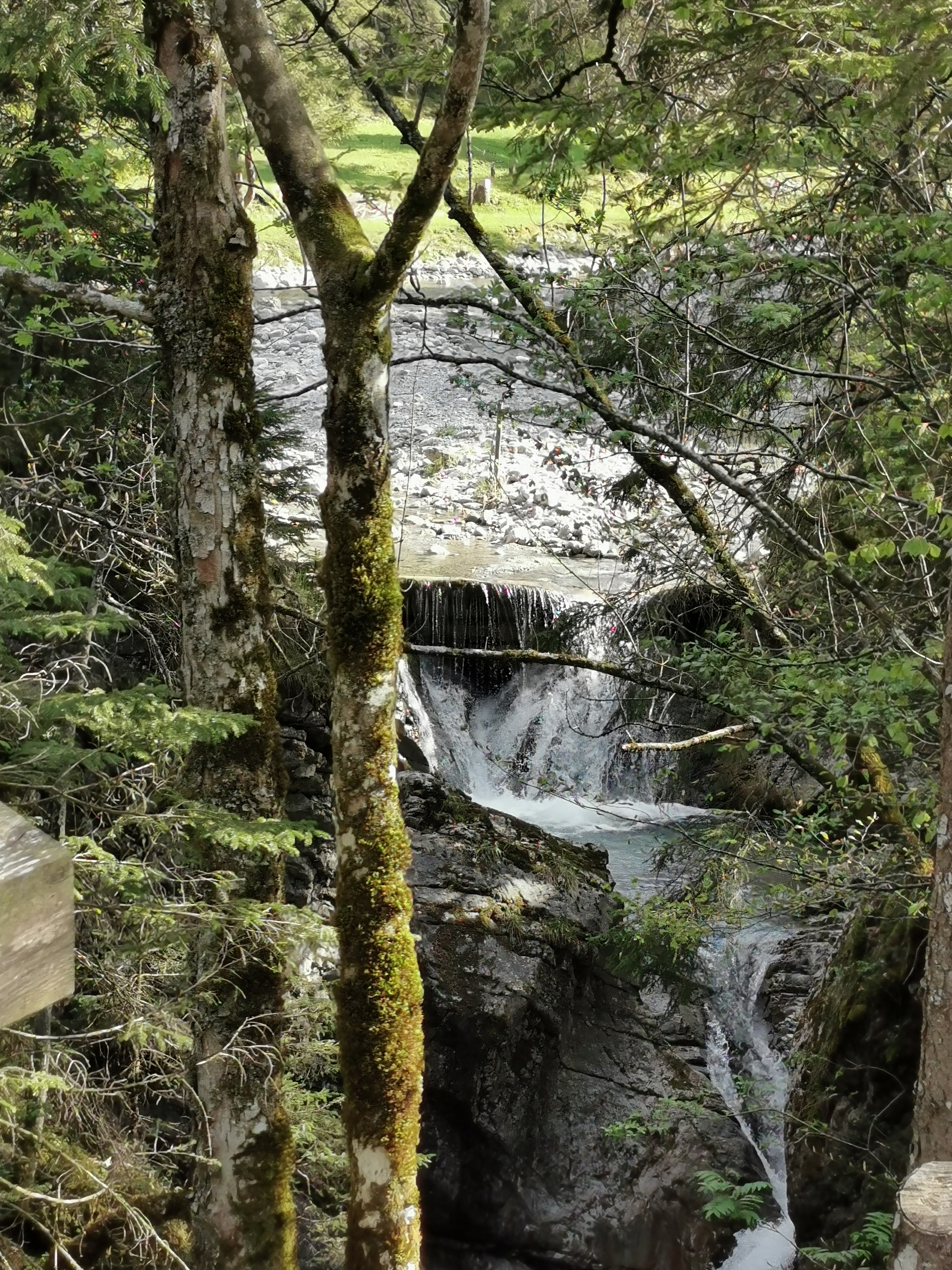
Bachlauf

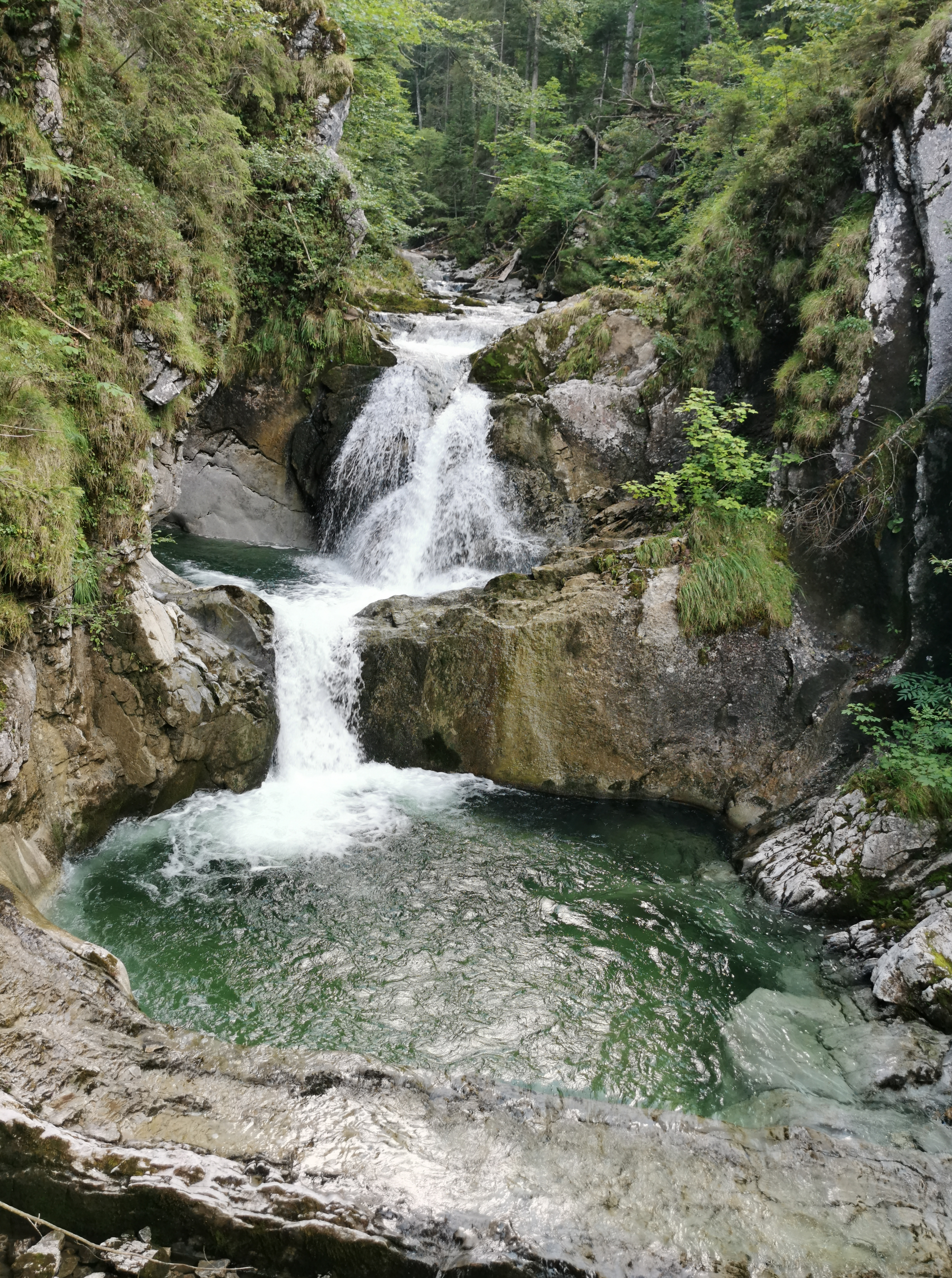
Rottach-Wasserfall

Das Gebirgstal, das den Spitzingsee ab der Wurzhütte mit der Siedlung Valepp verbindet, wird ebenfalls als „die Valepp“ bezeichnet. Der sie durchfließende Bach heißt Rote Valepp und ist der einzige Abfluss des Spitzingsees. Nördlich der Siedlung Valepp trifft die Rote mit der Weißen Valepp zusammen und führt auf der restlichen kurzen Strecke bis zur österreichischen Grenze nur noch den Namen Valepp. Jenseits der Grenze fließt sie als Grundache in die Brandenberger Ache, die in den Inn mündet. Im Süden befindet sich der Rottach-Wasserfall. Entlang der Roten Valepp verlief in den Jahren 1919 bis 1922 die Neuhauser Bockerlbahn, eine Bahnstrecke für den Abtransport von Sturmholz zum Bahnhof Fischhausen-Neuhaus.

## Bedeutung des Namens
Das Fließgewässer wird erstmals in den Jahren 1078–1080 in einer Grenzbeschreibung des Hochstifts Freising als „Wldeppe“ erwähnt. Die Nordtiroler Siedlung Voldöpp in der Gemeinde Kramsach (12. Jh.: „Wltepe“) ist nach der Valepp benannt, obwohl der Flussabschnitt auf der österreichischen Seite heute Brandenberger Ache heißt. Im Mittelalter hieß er auch dort noch „fluvius Vuldeppe“ (1267). Der Flurname scheint sich einst auf das ganze Brandenberger Tal bezogen haben. Die Herkunft des Namens liegt im Dunkeln. Ausgangswort kann das rätische/venetische Gentilnomen *Wolt-ebos o. ä. sein.

## Geotop
Die Mäander sind vom Bayerischen Landesamt für Umwelt als bedeutendes Geotop (Geotop-Nummer: 182R001) ausgewiesen.

## Baudenkmäler
In der Bayerischen Denkmalliste sind folgende Bauten aus dem Ort Valepp als Baudenkmäler aufgeführt: das 1841 erbaute Forsthaus Valepp, das 1683 errichtete Klausenhaus und die 1710 geweihte Kapelle Maria Hilf. Baudenkmäler in der näheren Umgebung sind die 1849 erbaute Ochsenalm, die Rote Valeppalm (Oberleitnerhütte) aus der ersten Hälfte des 19. Jahrhunderts und die Waitzingeralm im Roten Valepptal.